# Tadorna
Tadorna är ett släkte med fåglar i familjen änder (Anatidae).

## Beskrivning
Arterna i Tadorna återfinns i den holarktiska, etiopiska, orientaliska och australiska regionen och är en grupp medelstora, 50–60 cm långa, vattenfåglar som tillbringar mycket tid på land. Morfologiskt kan de ses som mellanformen av gäss och änder. Könen skiljer sig till viss del vad gäller fjäderdräkt bland flertalet arter och alla har i adult dräkt en karaktäristisk teckning på ovansidan av vingen som syns när den flyger. Armpennorna bildar en grön vingspegel, handpennorna är svarta och de inre täckarna är vita. De lever främst av mindre strandlevande djur som snäckor och krabbor men även av gräs och andra växter.

## Systematik
Släktet Tadorna är mycket närbesläktat med nilgås (Alopochen aegyptiacus) och de utdöda arterna från området kring Madagaskar inom släktet Alopochen. Vithuvad gravand lyfts numera ut till det egna släktet Radjah efter DNA-studier som visar att den är systerart till både nilgäss och Tadorna i begränsad mening.

### Arter i släktet
- Gravand (Tadorna tadorna) – förekommer i Eurasien och norra Afrika
- Tofsgravand (Tadorna cristata) – förekommer i nordöstra Asien, möjligen utdöd
- Gråhuvad rostand (Tadorna cana) – förekommer i södra Afrika
- Rostand (Tadorna ferruginea) – förekommer i sydöstra Europa, Asien och norra Afrika.
- Paradisgravand	(Tadorna variegata) – endemisk för Nya Zeeland
- Australisk gravand (Tadorna tadornoides) – förekommer i Australien

Fossil funna i Dorkovo, Bulgarien beskrivna som Balcanas pliocaenica kan istället tillhöra släktet gravänder.

## Namn
Släktet benämns ibland med det svenska trivialnamnet gravänder, men två gravänder återfinns i andra släkten, Centrornis och Radjah.